# Alchimie

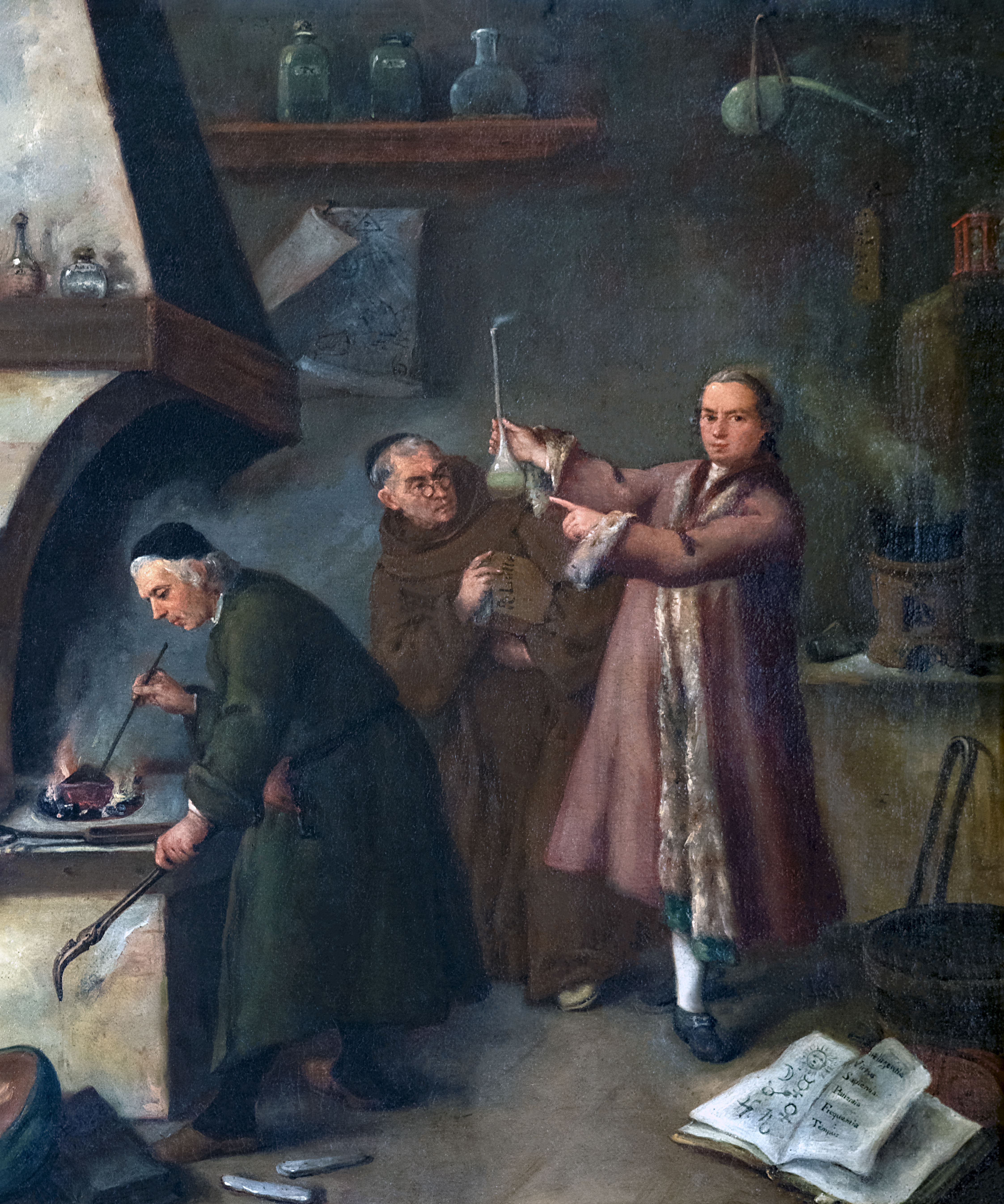
Alchimistul de Pietro Longhi

Alchimia este o formă de cunoaștere protoștiințifică, dar și o artă ocultă, specifică etapelor din vechime ale istoriei cunoașterii umane (Antichitate și Evul Mediu), care avea trei obiective principale:
- transmutația[1] metalelor în aur și argint
- crearea unui homunculus, un om de metal
- obținerea unei substanțe magice (o licoare sau o pulbere numită piatra filozofală) care să permită obținerea panaceului (poțiune care să vindece toate bolile).

Când metalurgia egipteană a fuzionat cu filozofia greacă și cu misticismul Orientului Mijlociu a luat naștere alchimia, predecesoarea chimiei moderne.
De aici reiese că alchimia nu era doar o formă de investigare a naturii, ci și o disciplină filozofică și spirituală. Noțiuni din chimie, metalurgie, fizică, medicină (științe aflate în fază incipientă) se combină cu cele din astrologie, religie, spiritualism, misticism, semiotică și artă.
În epoca actuală, alchimia prezintă interes doar pentru istoria științei, pentru dimensiunile ei mistice, ezoterice și pentru artă, ca generatoare de motive și subiecte.

## Etimologie
Termenul alchimie provine din arabul al-kimiya sau al-khimiya, care e compus din articolul al și cuvântul grec khymeia (χυμεια) care înseamnă a topi , a lipi, a împreuna.
Alți autori consideră și expresia Al Kemi, care înseamnă artă egipteană, mai ales că egiptenii își numeau pământul Kemi, considerându-l înzestrat cu puteri magice. În sfârșit, este posibil ca etimologia să se rezume la termenul chinez kim-iya, care înseamnă licoare pentru a face aur.

## Laborator

### Magnum opus[2]

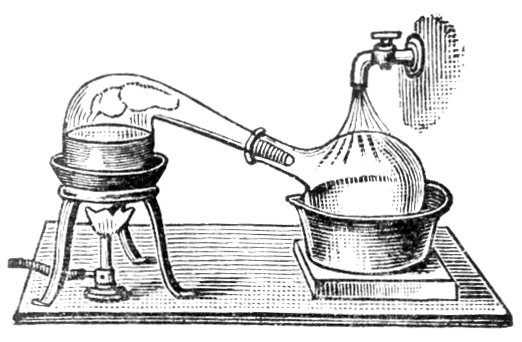
Alambic

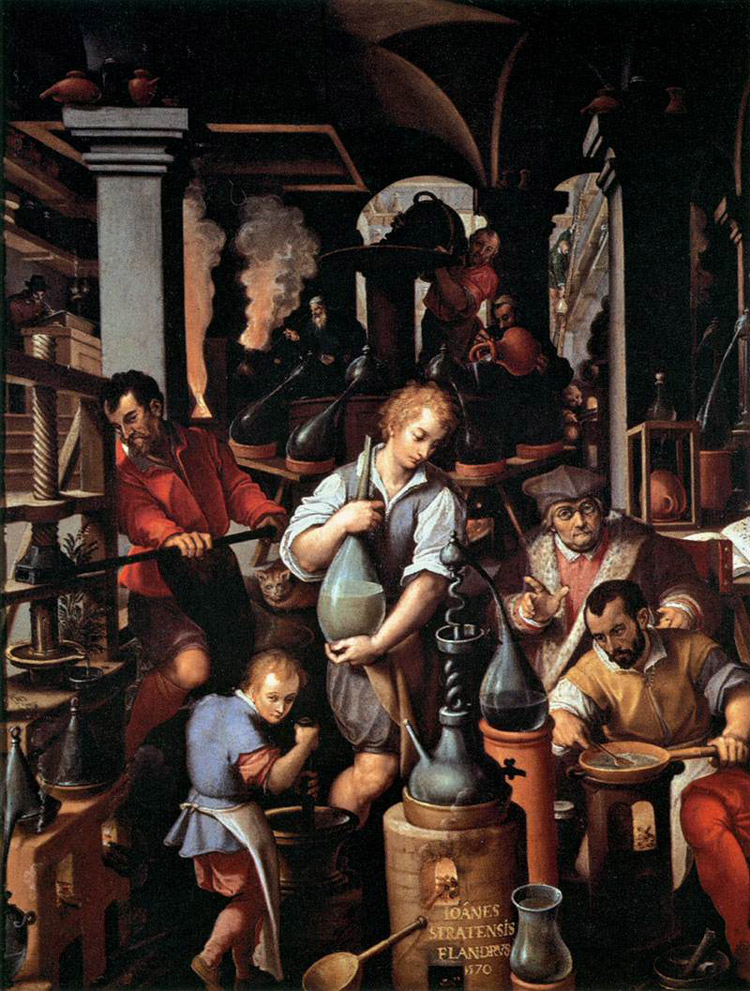
Jan van der Straet - Laboratorul alchimistului (1551)

Așa-numitul Opus alchemicum pentru obținerea pietrei filozofale cuprindea șapte proceduri împărțite în:
- patru operațiuni:
  - putrefacție,
  - calcinare,
  - distilare,
  - sublimare;
- trei faze:
  - soluție,
  - coagulare,
  - uniune.

Cele trei stadii fundamentale:
- nigredo- acțiune asupra negrului, materia se dizolvă intrând în putrefacție;
- albedo- acțiune asupra albului, materia se purifică, se sublimează;
- rubedo- acțiune asupra roșului, stadiul final.

## Istorie
Alchimia a fost practicată atât de străvechile civilizații orientale - Mesopotamia, Egiptul antic, Persia, India, China, Islamul - cât și de cele occidentale - Grecia antică, Imperiul Roman. Își atinge apogeul în cadrul Europei medievale, având ecouri și în epoca modernă. Deci, alchimia are o vechime de peste două milenii.
Istoria alchimiei e un câmp roditor de speculații. De multe ori limbajul ermetic al alchimiștilor era greu de descifrat, iar activitatea lor se desfășura în condiții conspirative. S-au făcut legături între alchimie și societăți secrete (cum ar fi Rosacroce), magie, vrăjitorie.

### China
Alchimia chineză era raportată la taoism.
Și alchimiștii chinezi au încercat obținerea pietrei filozofale, a elixirului tinereții.
În 142 î. Hr. apare Ts`an T`ung Ch`i scrisă de Wei Po-Yang, ca un comentariu la Cartea transformărilor a lui Ching. În primul rând e prezentat sistemul taoist:
- existența a cinci elemente de bază: apă, foc, lemn, aer, pământ
- existența a două contrarii:
  - yang- principiul activ, masculin, întruchipat de Soare
  - yin- principiul pasiv, feminin, întruchipat de Lună

Bineînțeles, nu lipsesc elementele magice, cosmologice, facând greu interpretabilă această lucrare.
În secolul IV, alchimia chineză l-a avut ca reprezentant pe Ko Hung (zis și Pao-p`u-tzu). Nici acesta nu se abate de la taoism dar, în afară de obținerea nemuririi, se ocupă și de medicină.

### India
Vechii indieni aveau o știință asemănătoare alchimiei numită rasayana. Și ei încercau să găsească acele licori ce ar învinge nemurirea. Totuși, aflați în etapa pre-yogină, pre-tantrică, apelau mai mult la vegetarianism decât la metalurgia anorganicului.
Nagarjuna (figură legendară) poate fi considerat părintele alchimiei indiene. Este autorul unor texte ca:
- Kaksaputa Tantra- tratat de magie
- Rasendramangalam- despre mercur
- Susruta Samhita

Kanada (a trăit în jurul lui Goa) scrie; Vaishashik Darshana. Aici apar și unele elemente științifice: teoria atomică apare cu un secol înaintea lui Democrit.

### Egipt
Alchimiștii Europei occidentale de mai târziu susțin că arta lor provine din Egipt.
Centrul cunoștințelor alchimiste era cetatea Alexandria, mai ales prin celebra Bibliotecă. În urma incendierii acesteia (391), nu a mai rămas niciun document original. Din acest motiv, alchimia egipteană ne este cunoscută numai prin intermediul marilor filozofi greci, ca apoi să supraviețuiască prin scrierile islamice.
Conform legendei, fondatorul alchimiei egiptene a fost Thot (numit și Hermes-Thot); la greci devine Hermes Trismegistul. Se pare că zeul ar fi scris 42 de cărți ce acopereau toate domeniile cunoașterii, printre care și alchimia. Simbolul lui Hermes era caduceul, care devine unul din principalele simboluri alchimiste.
Tabla de smarald („Tabula Smaragdina”) a lui Hermes-Trismegistul, cunoscută numai prin traduceri grecești și arabe, este considerată baza pentru filozofia și practica alchimistă. Aici se află celebra formulă care sugerează legătura dintre ermetism și alchimie:
„Toate cele de sus sunt asemeni cu toate cele de jos, pentru ca să se săvârșească miracolul Unității”

### Grecia
În istoria Greciei alexandrine, alchimia a cunoscut trei faze evolutive:
1. Alchimia ca tehnică (continuarea artei prechimice a artizanilor egipteni)
2. Alchimia ca filozofie: grecii au amestecat doctrinele ermetice ale egiptenilor cu filozofia lui Pitagora și ale școlii ionice și apoi cu cea a gnosticismului. Această filozofie, ce a avut ca exponenți pe Thales din Milet, Anaximandru, a fost dezvoltată de Platon, Aristotel. Principala temă era găsirea principiului unic, originar, care stă la baza alcătuirii Universului. Acest pricipiu era:
  -     - apeiron la Anaximandru
    - apa la Thales din Milet
    - aerul la Anaximene
    - numărul la Pitagora
    - patru elemente (pământ, apă, aer, foc) la Empedocle
    - la cele patru, Aristotel adaugă eterul, materia din care e format cerul (chintesența)

1. Alchimia religioasă: Această fază se diferențiază mult de cele precedente.

Speculațiile filozofice se încheagă într-o religie esoterică cu ritual misterios, limbaj specific. În etapa elenistică se dezvoltă o literatură filozofico-soteriologico-religioasă (literatură ermetică), având ca suport doctrinal neoplatonismul, neopitagorismul.

### Roma
Alchimia romană a preluat în linii mari pe cea greacă și egipteană cu al lor ermetism.
Pentru perioada de sfârșit a Imperiului, să menționăm numele Sfântului Augustin. Prin gândirea sa dogmatică, acesta se opune cercetării și experimentului, astfel că alchimia pierde valența empirică și o accentuează pe cea mistică. In cartea a X-a , cap. 35 (Despre curiozitate) din ale sale Confesiuni, citim:
„[Curiozitatea] pretinde că poate să pătrundă cele mai ascunse secrete ale naturii, a căror cunoaștere nu are nici un rost și care fac necesare strădaniile perverse ale magiei.”

### Islamul

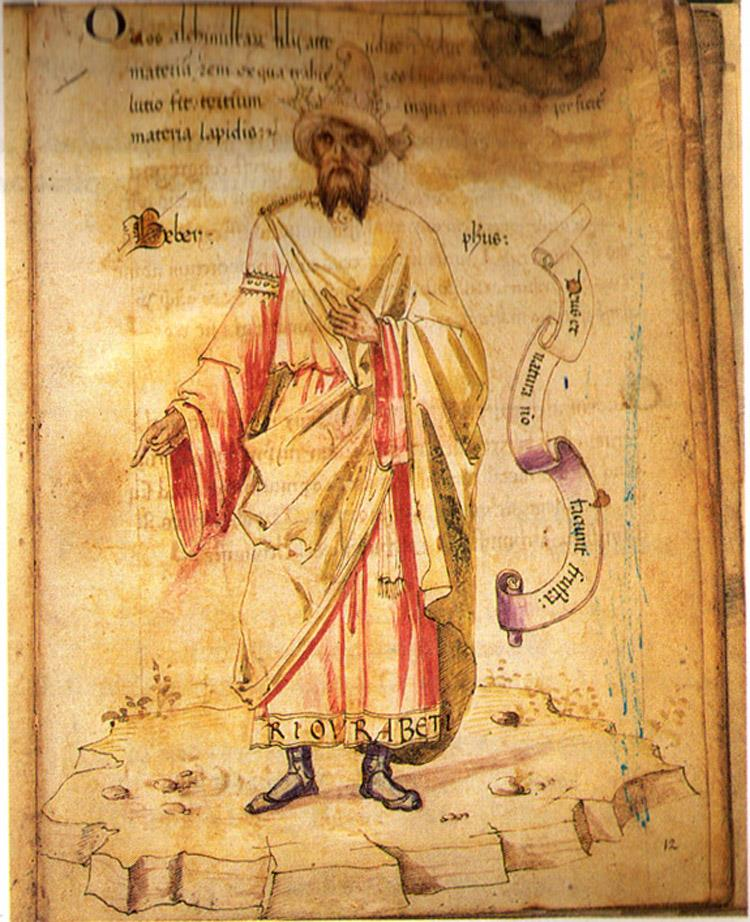
Geber, părintele chimiei

După distrugerea Bibliotecii din Alexandria, centrul culturii grecești, atenția e focalizată către evoluția alchimiei în Orientul Mijlociu.
Spre deosebire de alchimia greacă, cea islamică este mai bine cunoscută. Mai mult, de la islamici au ajuns la noi, sub formă de traduceri, și textele antice grecești.
Abu Bakr Muhammad ibn Zakariya al-Razi (în latină Rasis sau Rhazes), precum și alți alchimiști, aduc o contribuție fundamentală în ceea ce privește: tehnica distilării, descoperirea acidului clorhidric, acidului sulfuric, acidului azotic, sodiului, potasiului.
Din arabă au rămas mulți termeni, care s-au păstrat și astăzi (chiar și în limbile de mare circulație):
- alchimie
- azot (de la 'al-zawq - mercur)
- alcool (de la al-kohl - antimoniu)
- elixir (de la al-iksīr - piatra filozofală)
- alambic

Să semnalăm și descoperirea apei regale, amestec de acid azotic și acid clorhidric care poate dizolva și metalul nobil aur, descoperire care a înflăcărat imaginația alchimiștilor de mai târziu.
Jabir ibn Hayyan (Geber(us) în latină)(721–815) — alchimist ermetic născut la începutul secolului al VIII-lea căruia i se atribuie descoperirea acidului clorhidric și acidului azotic — analizează elementele după patru calități de bază:
- interne: cald, frig
- externe: uscat, umed

Lucrări (în traducere latină)
- De investigatione perfectionis metallorum
- De inventione veritatis seu perfectionis metallorum

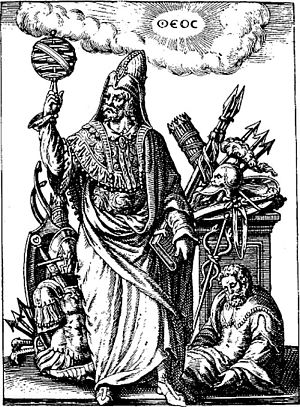
Hermes Trismegistul

- De fornacibus construendis

### Europa occidentală

#### Evul Mediu
Occidentul ia contact cu tradiția alchimistă greacă prin intermediul arabilor. Acest lucru se întâmplă pentru prima dată în Spania. Avem operele lui Gerberto de Aurillac, ce mai târziu va deveni Papa Silvestru al II-lea.
În secolul al XII-lea, Gerardo da Cremona, important traducător de opere arabe care l-a interpretat pe Averroes, a tradus Almagesta și probabil și pe Rhazes și Geber.
Tot în perioda secolului al XII-lea, Artephius a scris Arta de a prelungi viața omenească
În 1144 asistăm la apariția clară a alchimiei în Europa: Roberto de Chester traduce din arabă Liber de compositione alchimiae, o lucrare cu largi conotații mistice, inițiatice, ezoterice.
Toma de Aquino (1225–1274) scrie lucrări cu caracter alchimist privind producerea aurului și argintului.
Roger Bacon (1214–1294) (călugăr franciscan) este considerat primul adevărat alchimist al Europei medievale. Opere:
- Breve Breviarium
- Tractatus trium verborum
- Speculum alchimiae

precum și alte scrieri care i s-au atribuit. Toate aceste lucrări au fost intens folosite de alchimiștii secolelor XV-XIX.
La sfârșitul secolului al XIII-lea, alchimia se dezvoltă într-un sistem structurat, grație operei Rosarium Philosophorum a lui Arnaldus de Villanova (cca. 1240–1312) și mai ales cu Raimondo Lullo (1235–1315), devenit legendar prin îndemânarea sa alchimică.
Albertus Magnus (1195–1280) renunță la viața lumească și se retrage în mănăstire unde studiază alchimia și se dedică speculațiilor filozofice ale acesteia. Printre lucrările sale să enumerăm:
- De miriabilibus mundi
- Liber de alchemia (o adevărată reelaborare a alchimiei arabe)

Discipolul său, Aquinas, menționează, în lucrarea Thesaurus Alchimiae, "succesele" maestrului său în arta transmutației.
În secolul al XIV-lea, alchimia înregistrează un recul datorat edictului Papei Ioan al XXII-lea, care interzicea practicile alchimiste, ceea ce a descurajat alchimiștii ce aparțineau de biserică. De asemenea Inchiziția urmărea și persecuta alchimiștii, considerându-i vrăjitori și eretici.
Nicholas Flamel (1330-1419) menține aprinsă flacăra alchimiei:
- studii asupra pietrei filozofale
- traducerea lucrării mitice Cartea lui Adam evreul (secretul producerii pietrei filozofale)

#### Renaștere

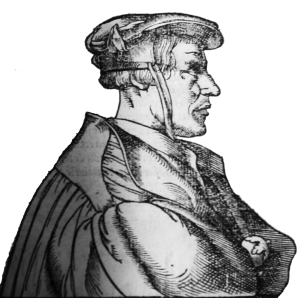
Agrippa

În perioada Cinquecento, disciplinele științifice erau greu de delimitat. Interferență exista și între științe și reflexia speculativă, dar și magica astrologică de altfel. Magia, medicina, alchimia, științele naturale, astronomia, astrologia formau un fel de simbioză.
O serie de țări europene au interzis alchimia în secolele XIV și XV. De fapt, casele regale voiau ca alchimiștii să lucreze doar pentru ei, nu pentru dușmanii lor.
Sfârșitul carierei de alchimist era de obicei cel de falsificator de bani. Acesta este unul din motivele pentru care alchimia trebuia practicată în secret (alchimia oferea cunoașterea tehnică necesară falsificatorilor de bani). Alte motive pentru asta: ea era vector de idei eretice și aducea suspiciunea de vrăjitorie (granița dintre vrăjitorie și ceea ce azi numim chimie nu era bine definită). Toate aceste activități erau ilegale și atrăgeau dacă nu pedeapsa capitală, cel puțin linșajul.
Heinrich Cornelius Agrippa von Nettesheim (1486–1535) - medic, astrolog, filozof și alchimist - se credea un magician capabil să evoce spiritele. Nu a avut o influență puternică, dar, ca și Nicholas Flamel, a realizat lucrări (printre care De occulta philosophia) la care fac referire toți alchimiștii următori.
Cel mai important exponent al perioadei renascentiste este Paracelsus (Theophrastus Bombastus von Hohenheim) (1493-1541), părintele iatrochimiei. Acesta dă o nouă direcție alchimiei eliberând-o de ocultism și se îndreaptă spre experiment și observație științifică, mai ales pentru a înțelege corpul uman. Respinge tradițiile magice și gnostice, îndreptându-se spre filozofia ermetică, neoplatonică și pitagoreică. Susține că alchimia ar trebui să producă elemente compuse utile pentru omenire. Conform teoriei sale iatrochimice, corpul uman ar fi un sistem chimic în care elementele de bază - sulf, mercur, sare - joacă un rol primordial. Consideră ca boala este cauzată de dezechilibrul dintre aceste principii chimice și nu al umorilor, cum considerau galenicii. Deci remediul ar trebui să fie de natura minerală și nu organică.

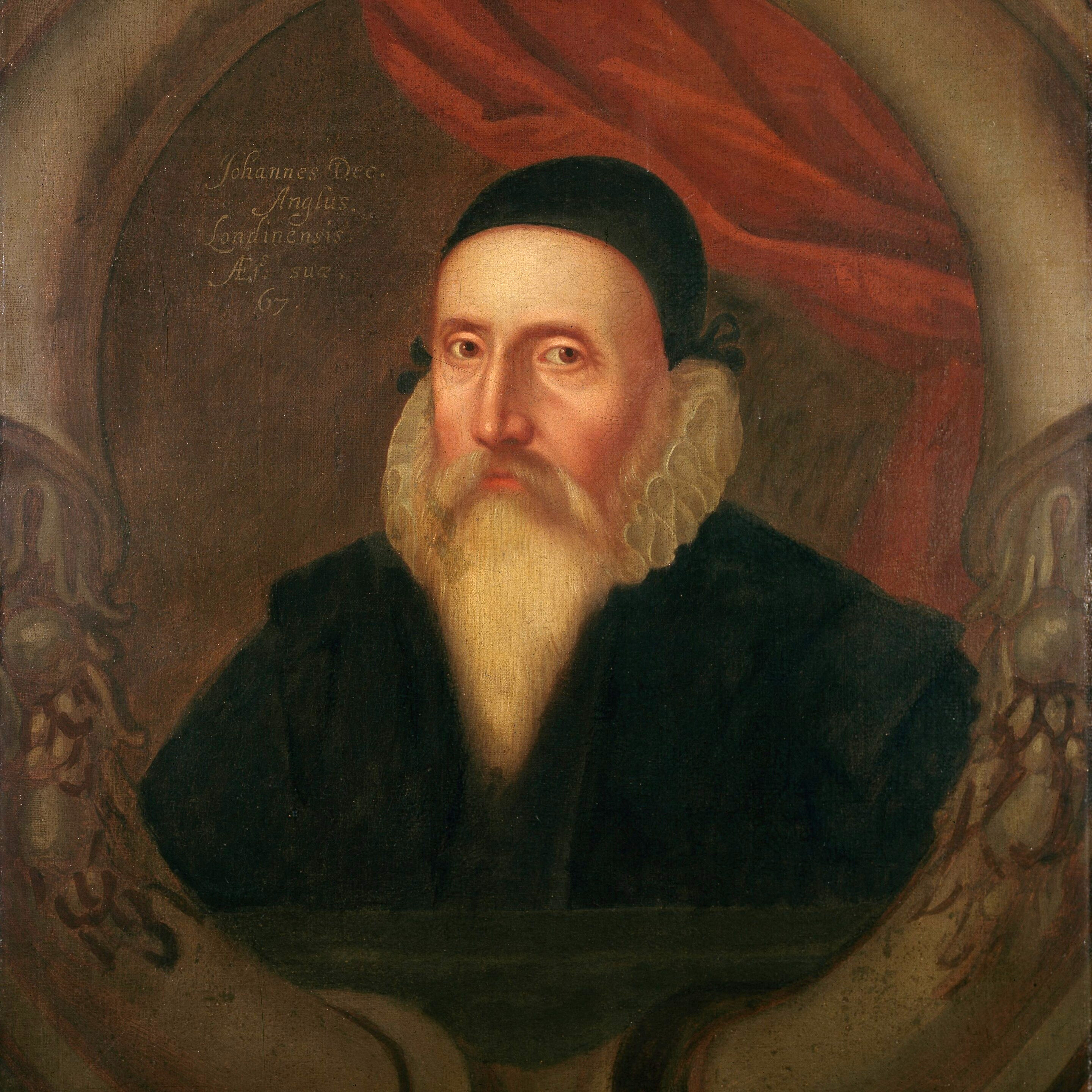
John Dee

Savantul englez John Dee (1527–1609), care a fost și consilierul științific al Elisabetei I, și-a dedicat o mare parte a vieții alchimiei și filozofiei ermetice.

#### Epoca modernă
In epoca modernă, alchimia devine marginalizată. Știința reclamă tot mai mult necesitatea experimentului, ca singurul mod de a verifica adevărul.
Robert Boyle (1627–1691) dă un nou avânt metodei științifice experimentale. În cercetările sale din domeniul chimiei afirmă clar inutilitatea căutării pietrei filozofale.
Și Isaac Newton a studiat multe pagini de literatură alchimică și a experimentat în laboratorul său operații descrise aici. Newton spera că astel va lămuri structura microuniversului, pe care să o coreleze cu cea a sistemului cosmologic. Newton, care lucra pentru Monetăria Regală, devenind la un moment dat șeful ei, s-a folosit de cunoașterea alchimică pentru detectarea falsificatorilor de bani, pe care-i trimitea la spânzurătoare.
Chimia organica dă și ea o puternică lovitură iatrochimiei lui Paracelsus și speranței de a găsi elixirul tinereții, arătând toxicitatea substanțelor cu care lucrau alchimiștii.
Cu timpul Ars Magna (ca și alte discipline ezoterice ca: astrologia, cabala) a fost ostracizată, exclusă chiar, din studiile universitare, atribuindu-i-se epitetul de superstiție. A mai rămas doar la nivel popular, unde credulitatea îi mai dădea o oarecare influență.

## Interpretări și revalorificări
Datorită complexității și obscurității literaturii alchimice și a dispariției din secolul al XVIII-lea a practicienilor alchimici rămași în domeniul chimiei, înțelegerea generală a alchimiei a fost puternic influențată de mai multe interpretări distincte și radical diferite. Cei care se concentrează pe exoteric, cum ar fi istoricii științei Lawrence M. Principe și William R. Newman, au interpretat „deckname-ul” (sau cuvintele de cod) ale alchimiei ca substanțe fizice. Acești savanți au reconstruit experimente fizico-chimice despre care spun că sunt descrise în texte medievale și moderne timpurii. La capătul opus al spectrului, concentrându-se pe ezoteric, sunt savanți precum Florin George Călian și Anna Marie Roos, care pun la îndoială lectura lui Principe și Newman, interpretează aceleași nume ca fiind concepte spirituale, religioase sau psihologice.

### Protochimie
Dezvoltarea fizicii, chimiei și biologiei contemporane a dus la marginalizarea alchimiei.
Totuși pe la sfârșitul secolului al XIX-lea, ca o reacție împotriva științei care reducea totul la procese pur fizice, se simte o revigorare a interesului pentru domeniul ocult. Tot mai multe cercuri și societăți mistice sau teozofice au reluat experimentele alchimice.
- William Alexander Ayton (membru al societății secrete Order of the Golden Dawn - "Ordinul Zorilor de Aur") a fost unul dintre primii moderni care a reconsiderat textele alchimiste
- Descoperirea, în secolul XX, a fenomenului radioactivității și experimentul lui Ernest Rutherford privind transmutația atomică, toate acestea au dus la reconsiderarea acelei "transmutații" alchimice
- Cu puțin înainte de izbucnirea celui de-al Doilea Război Mondial, psihoterapeutul Archibald Cockren deschide la Londra un laborator de alchimie. Acesta nu încerca să gasească piatra filozofală, ci noi medicamente. Din păcate, și el și laboratorul au fost nimicite de un bombardament.
- Tot remedii încerca să obțină și francezul Armand Barbault în 1948, reconsiderând lucrarea Mutus Liber scrisă în 1677 și publicată de La Rochelle.
- În 1960, Albert Riedel (cel mai de seamă "neo-alchimist" al secolului XX) editează un fel de "Manual de alchimie". În Salt Lake City fondează un centru de cercetare numit "Paracelsus" și susține cursuri de alchimie practică.

Deși de multe ori nu au fost încununate cu succes, eforturile alchimiștilor au condus la numeroase descoperiri științifice de care beneficiem și astăzi.

### Simboluri

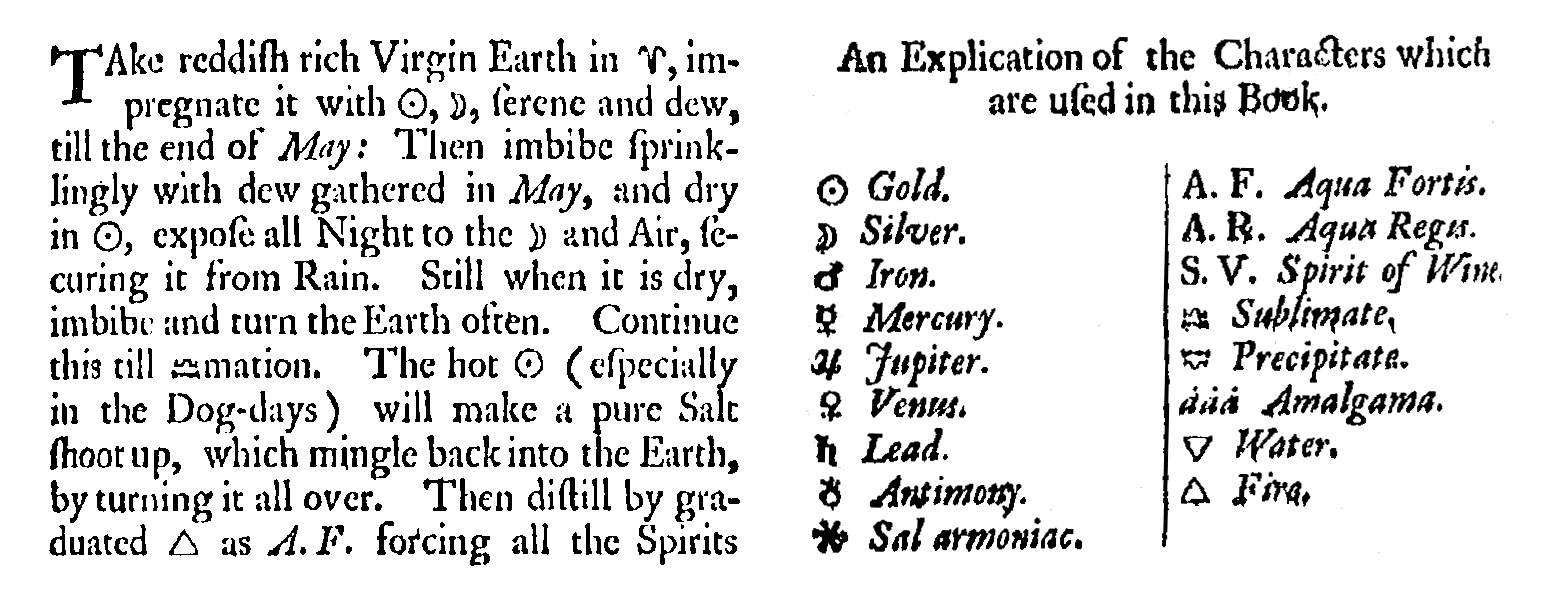
Simboluri alchimiste pe o carte din sec. al XVII-lea

Fiind un demers multidisciplinar, ce implica o adâncă abstractizare, dar și plin de mistere, alchimia face apel la o sumedenie de simboluri. Simbolurile erau utilizate și pentru a permite o comunicare între alchimiști.
Grupuri de simboluri:
- Tria prima:
  - sulf: 
  - mercur: 
  - sare:
- Cele patru elemente de bază:
  - pământ: 
  - apă: 
  - aer: 
  - foc:

### Valențe filozofico-spirituale
Alchimia nu este doar o formă primitivă a chimiei moderne. Marea Operă are și o puternică valență mistică.
Astfel, extragerea aurului, cel mai nobil metal, se efectua împotriva forțelor întunecate și haotice ale naturii și necesita stăpânirea tendințelor obscure și iraționale ale sufletului.
Opera alchimică nu constă numai în operații de laborator. Alchimistul trebuie să aibă anumite virtuți și calități: să fie sănătos, răbdător, modest, pur. El trebuie să aibă mintea în consonanță cu opera.
În Dictionnaire hermétique (1645), William Salmon definește cuvântul "Filozofie" astfel: "Nume care se dă științei sau artei care ne învață să facem piatra filozofală". Alchimiștii se considerau filozofi având ca scop Marea Operă - obținerea pietrei filozofale.

### Alchimia în artă

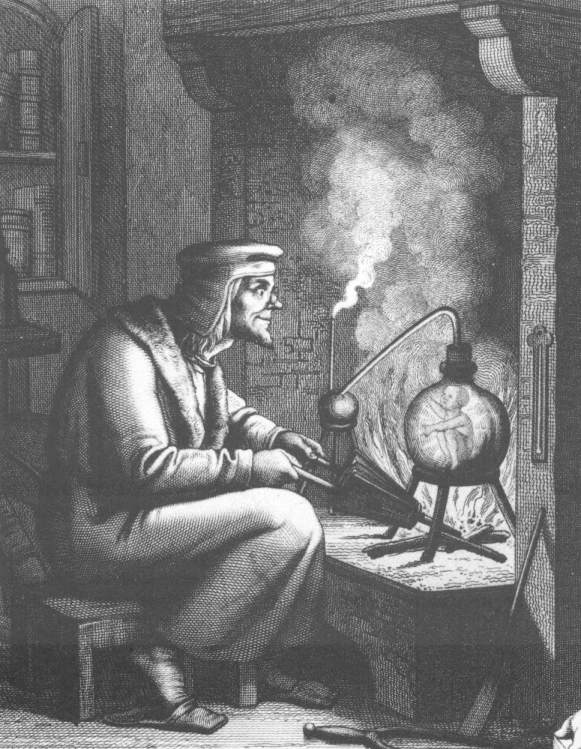
Faust creând Homunculus
Gravură de epocă

#### În literatură
Opere literare cu teme alchimiste:
- 1380: Geoffrey Chaucer, The Canon's Yeoman's Prologue and Tale
- 1610: Ben Johnson, Alchimistul
- 1616: Johann Valentin Andreae, Chymische Hochzeit:Christiani Rosencreutz anno 145 - roman alegoric
- 1611: William Shakespeare, Furtuna
- 1832: Johann Wolfgang von Goethe, Faust
- 1967: Gabriel García Márquez, Un veac de singurătate
- 1988: Paulo Coelho, Alchimistul
- 1988: Umberto Eco, Pendulul lui Foucault
- 1997: Joanne Kathleen Rowling Harry Potter și piatra filozofală

### Semnificații psihologice
Și psihanaliștii secolului al XX-lea au studiat simbolurile și temele alchimiste.
Carl Gustav Jung a examinat simbolistica alchimistă și a considerat lucrările alchimiștilor ca fiind o continuă căutare spirituală pentru ințelegerea Universului, dar și a propriei individualități, personalități interioare.
Lucrări:
- 1944: Psihologia și alchimia
- 1948: Beiträge zur Symbolic des Selbst
- 1956: Mysterium Conjunctionis

## Alchimiști
- Nicolas Flamel (1330-1413)
- Bernhardus Trevisanus (1406–1490)
- Johann Faust (ca. 1480–1540)
- Heinrich Cornelius Agrippa von Nettesheim (1486-1535)
- Paracelsus (1493–1541)
- John Dee (1527–1608)
- Edward Kelley (1555-1595)
- Andreas Libavius (1555–1616)
- Melchior Cibinensis (secolul al XVI-lea)
- Michael Maier (1568–1622)
- Johann Hartmann (1568–1631)
- Jakob Böhme (1575–1624)
- Arthur Dee (1579–1651)
- Johan Baptista van Helmont (1579–1644)
- Setonius (secoulu al XVII-lea)
- Heinrich Wagnereck (1614–1684)
- Christoph Fahrner (1616–1688)
- Elias Ashmole (1617–1692)
- George Starkey (1628–1665)
- Hennig Brand (1630–1692)
- Johann Joachim Becher (1635-1682)
- Christian Wilhelm von Krohnemann (1636-1686)
- Isaac Newton (1643–1727)
- Otto Arnold Paykull (1662 - 1707)
- Johann Conrad Creiling (1673–1752)
- Johann Friedrich Böttger (1682–1719)
- Laskaris (secolul al XVII-lea)
- Irenäus Philaletha (secolul al XVII-lea)
- Sehfeld (secoulul al XVII-lea)
- Friedrich Wilhelm Ludwig von Preußen (1794–1863)
- Alessandro Cagliostro (1743–1795)
- Carl-Friedrich Zimpel (1801–1879)
- Alexander von Bernus (1880–1965)
- Friedor Müller (1899–1934)
- Franz Tausend (1884–1942)
- Fulcanelli (secolul XX)

## Alte imagini

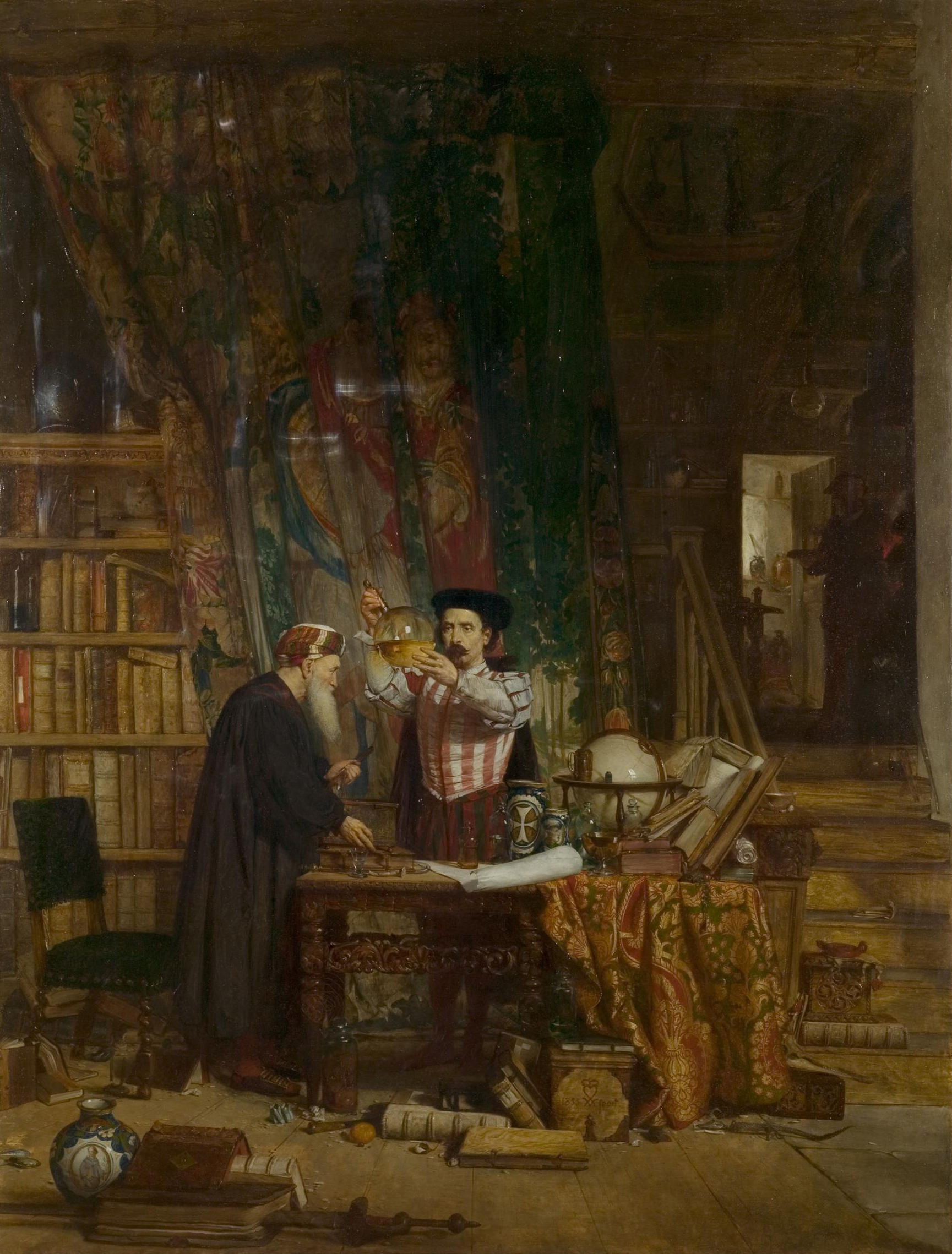
Alchimistul de Sir William Fettes Douglas⁠(d)
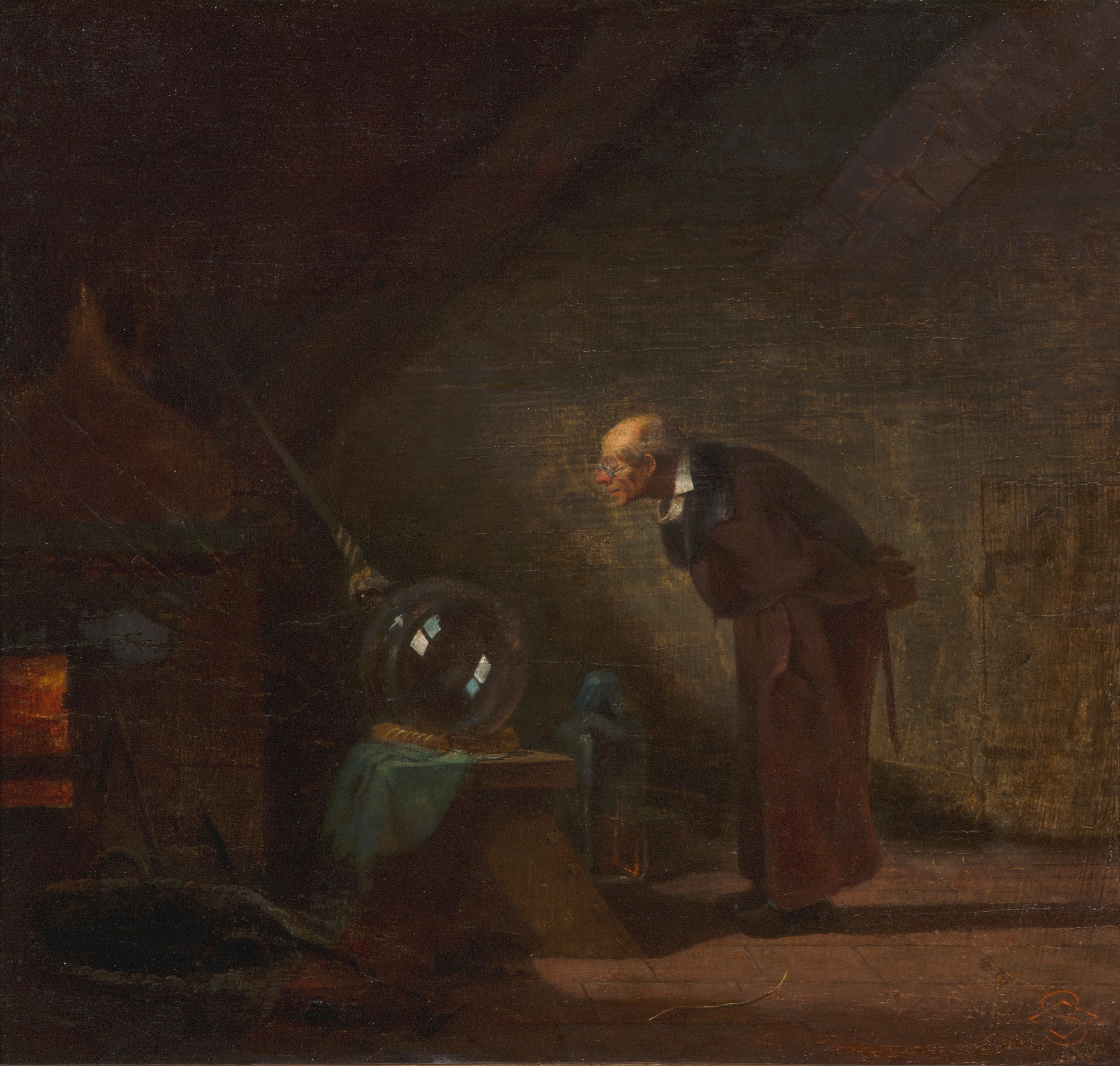
Alchimistul de Carl Spitzweg
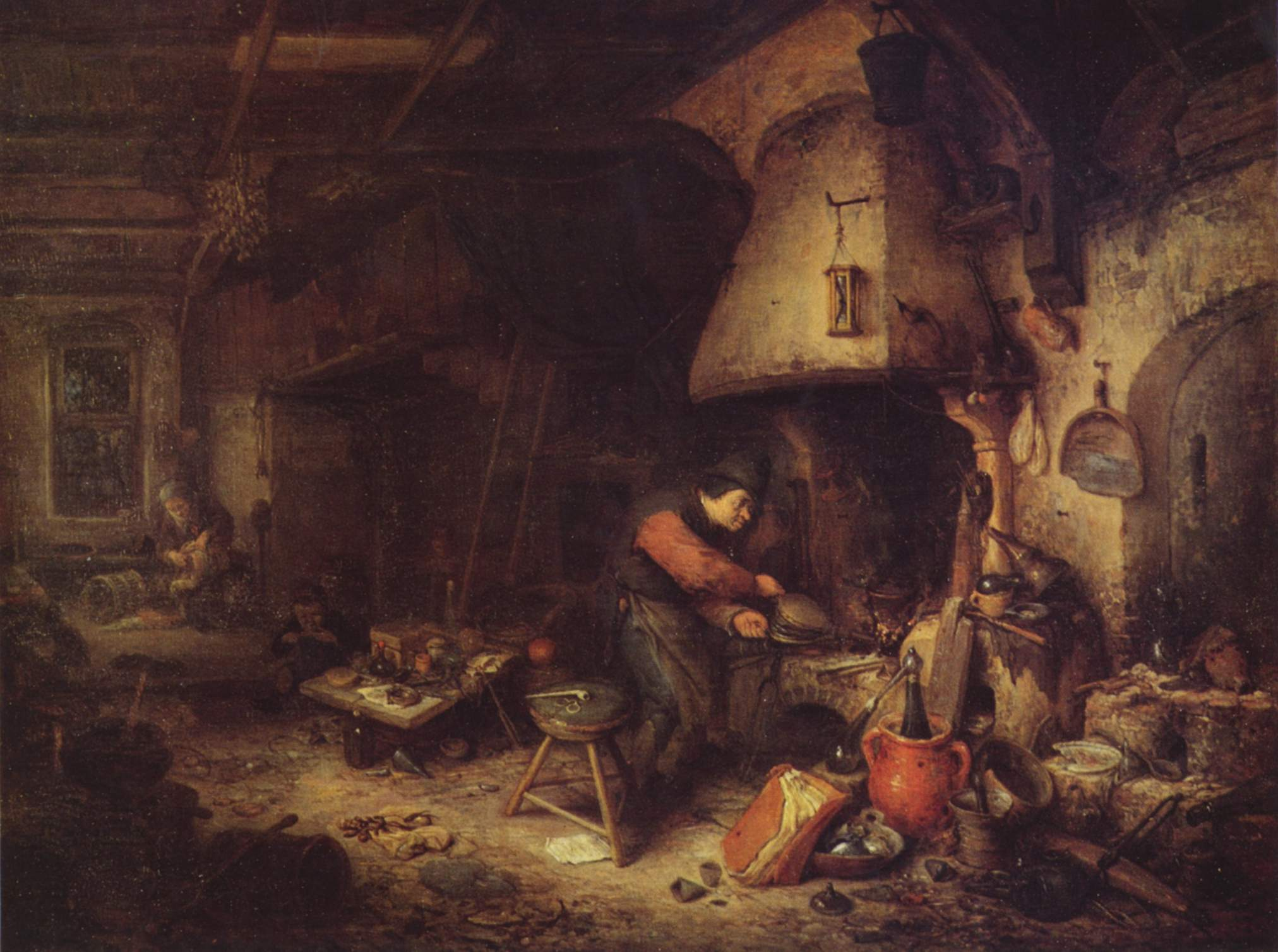
Alchimistul de Adriaen van Ostade⁠(d)
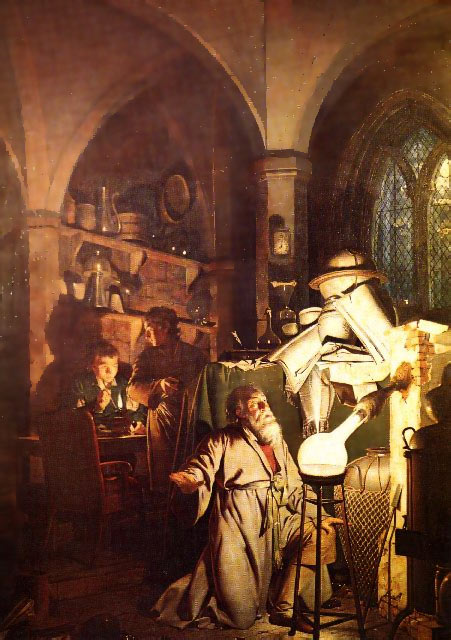
Alchimistul în căutarea pietrei filozofale
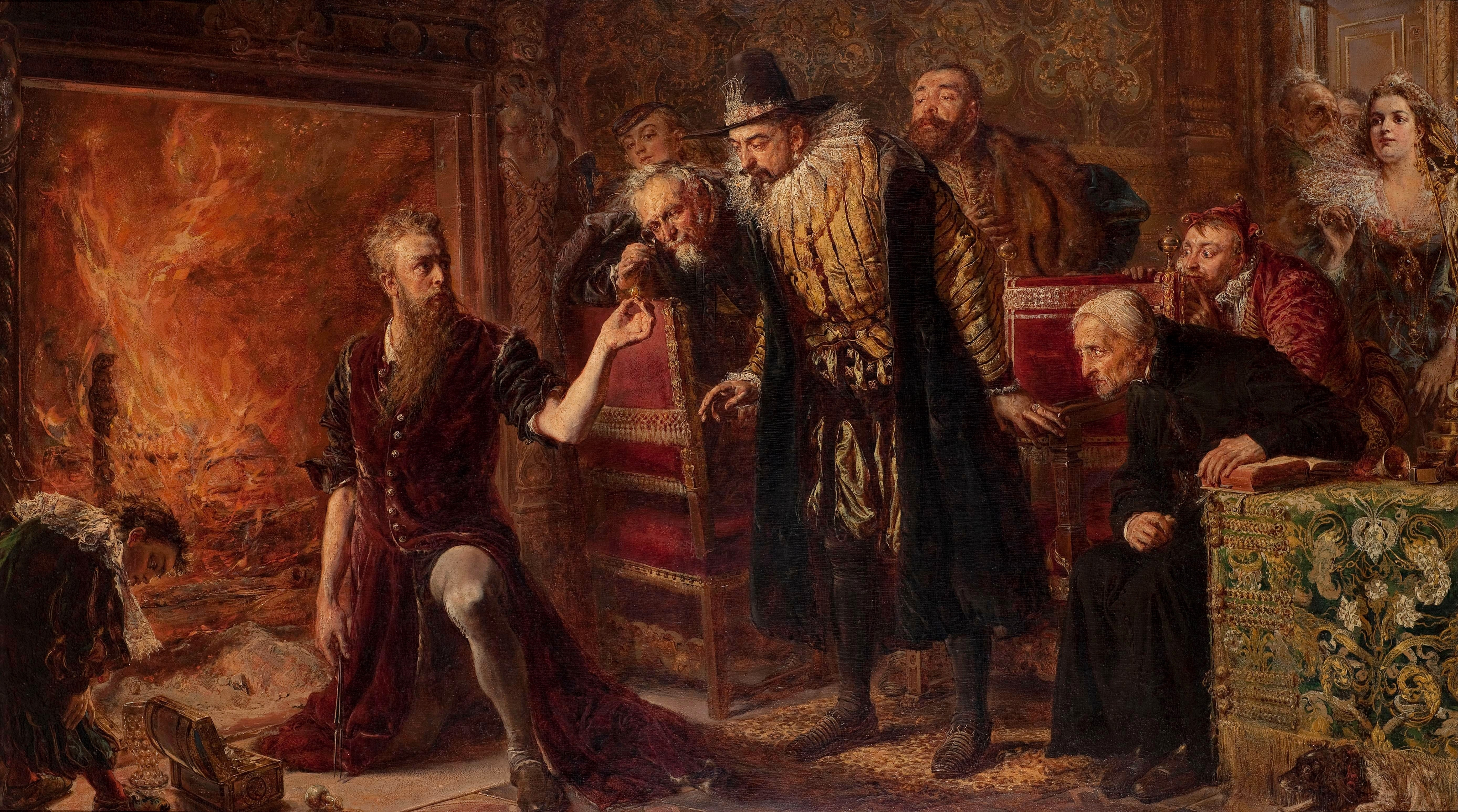
Alchimistul polonez Michał Sędziwój
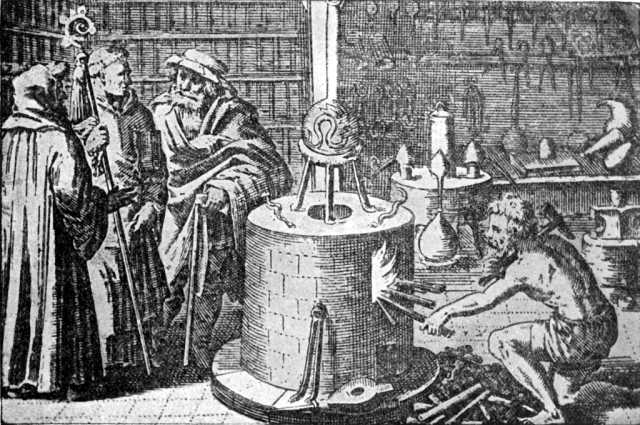
Transmutarea metalelor inferioare în aur
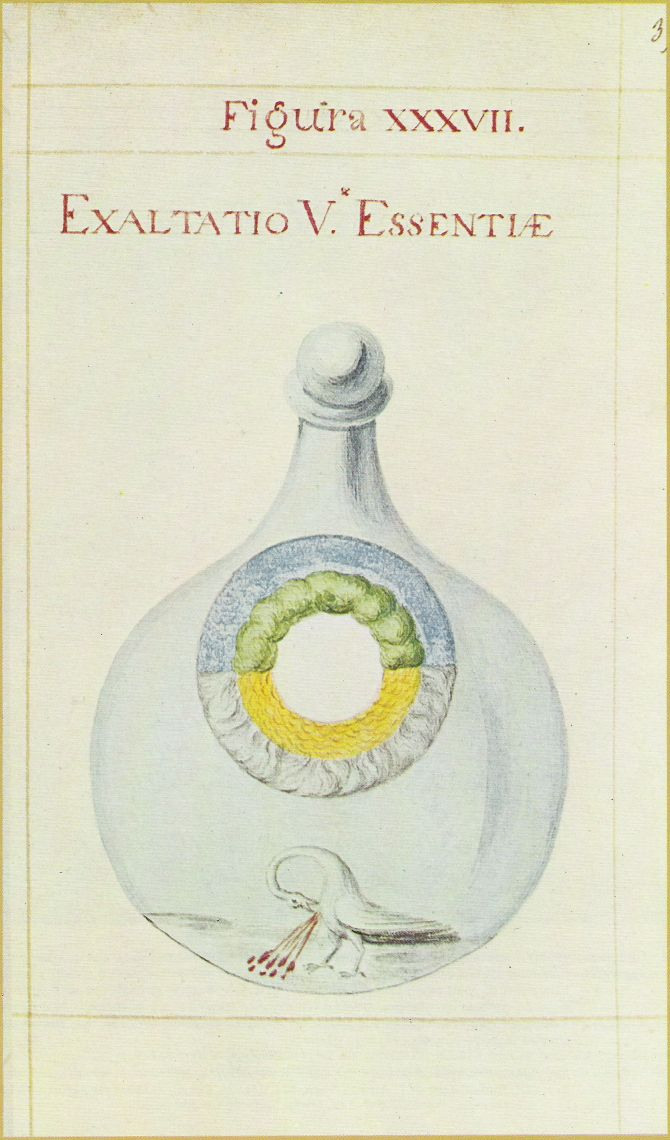
A cincea esență
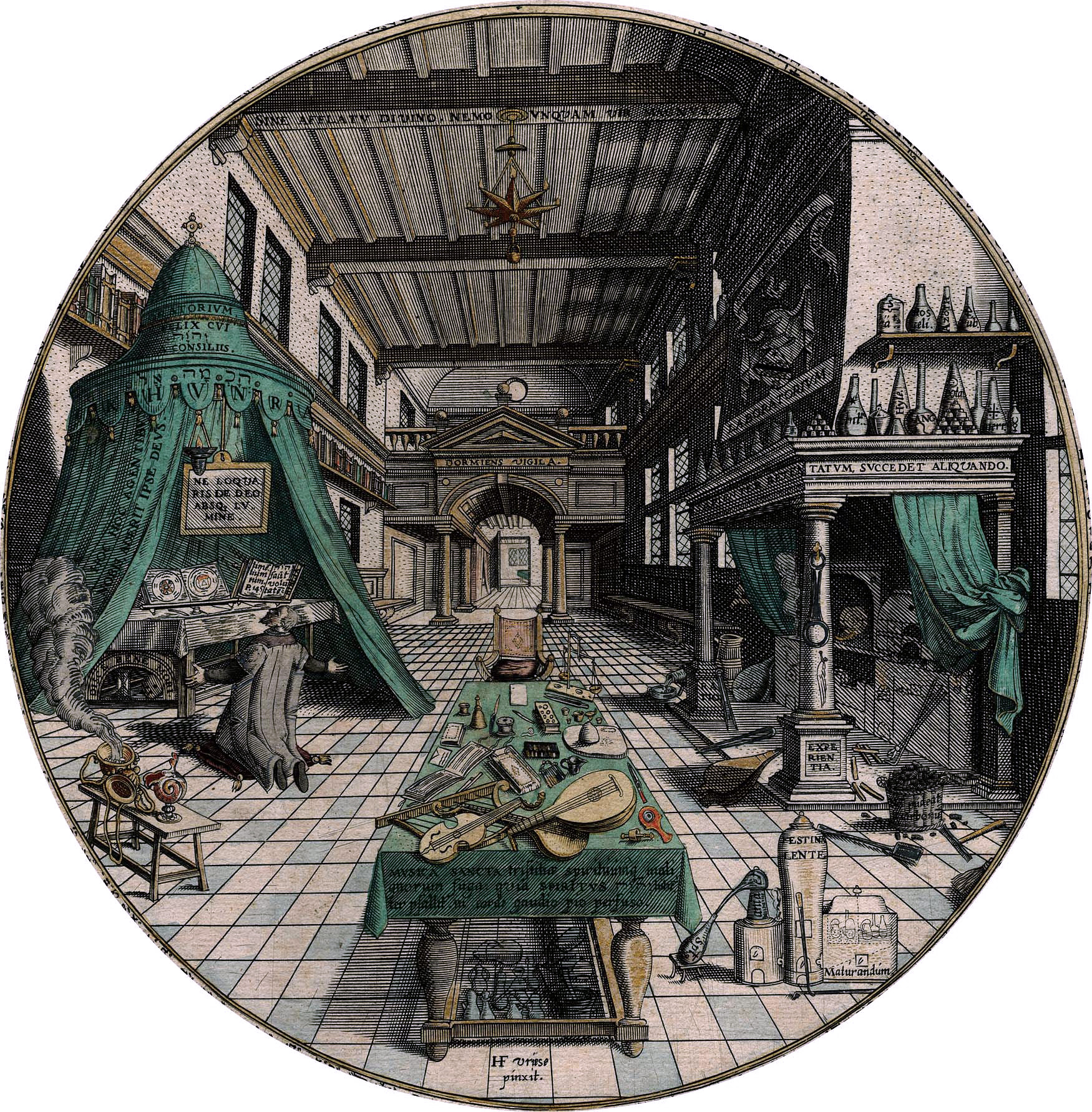
Laboratorul alchimistului Hans Vredeman de Vries⁠(d), 1595
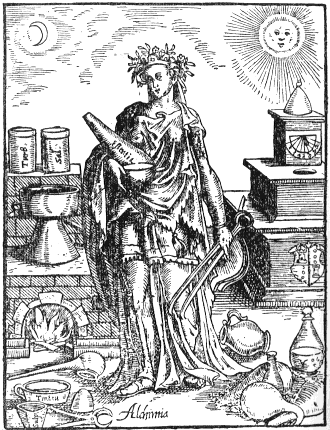
Alegoria alchimiei
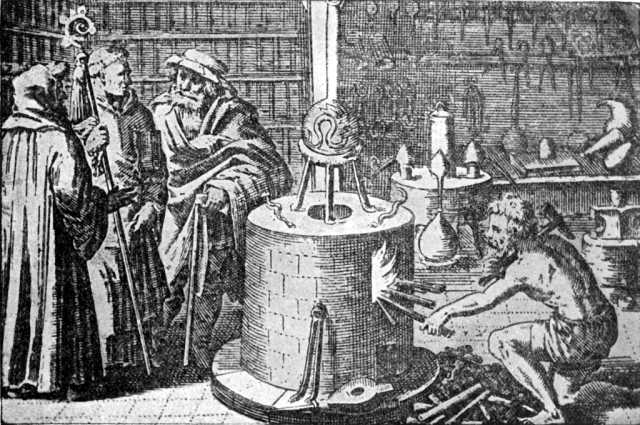
Laboratorul alchimistului gravură
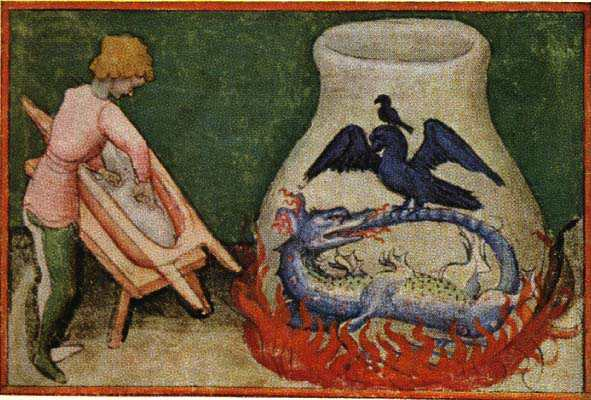
Aurora Consurgens
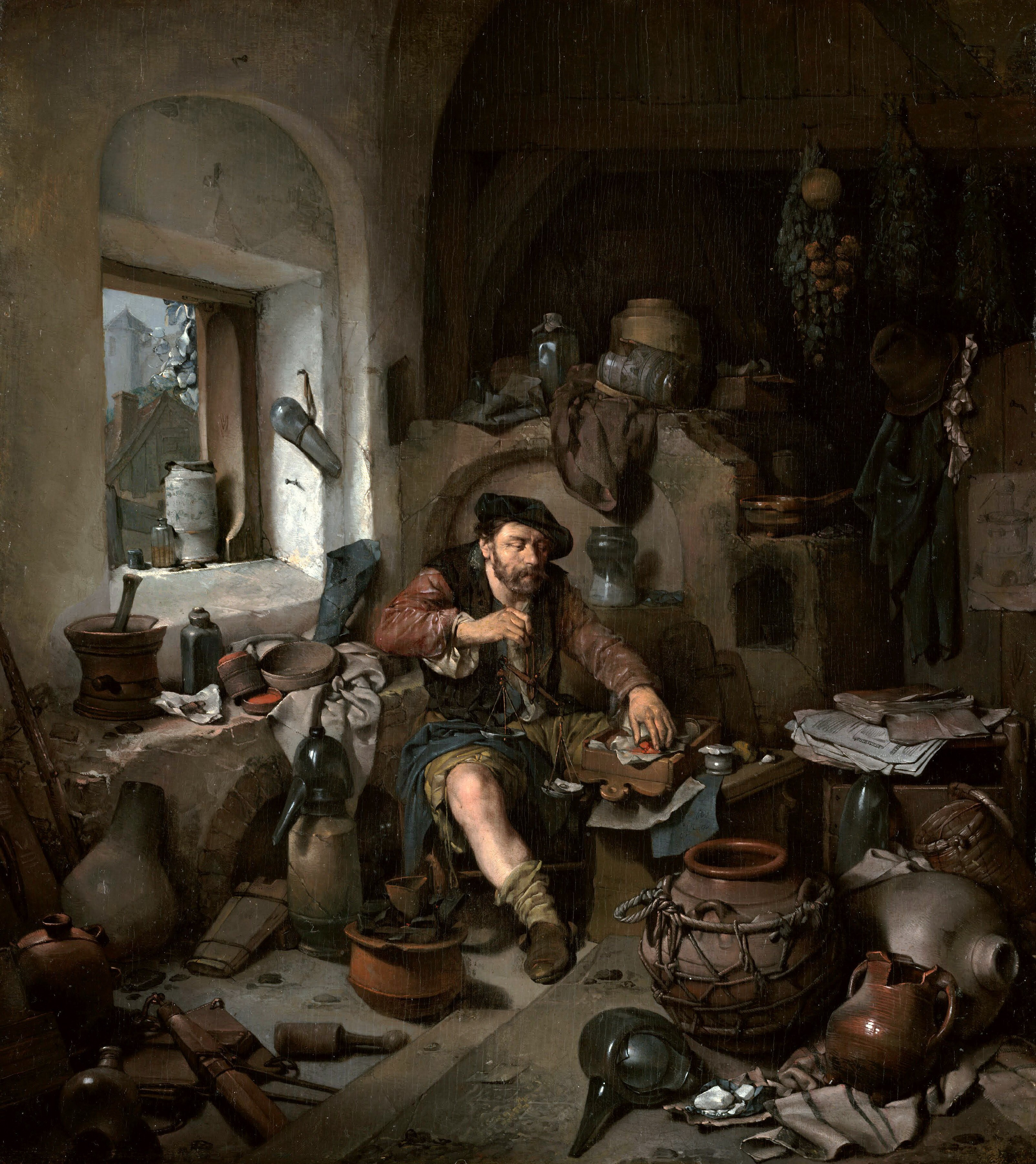
Alchimistul pictură de Cornelis Pietersz
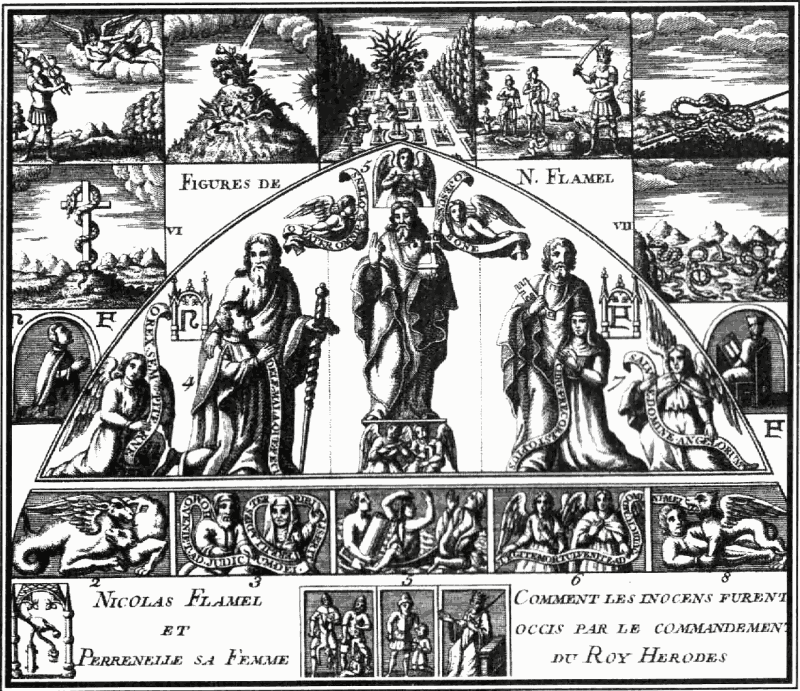
Imagini de pe mormântul lui Nicolas Flamel
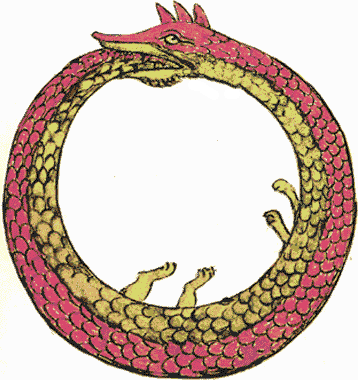
Ouroboros
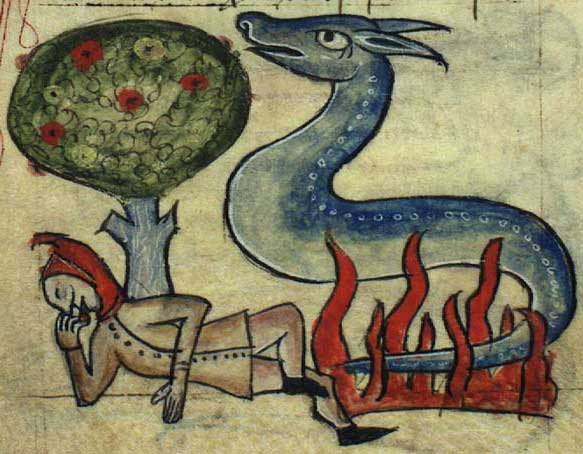
Salamandră în flăcări
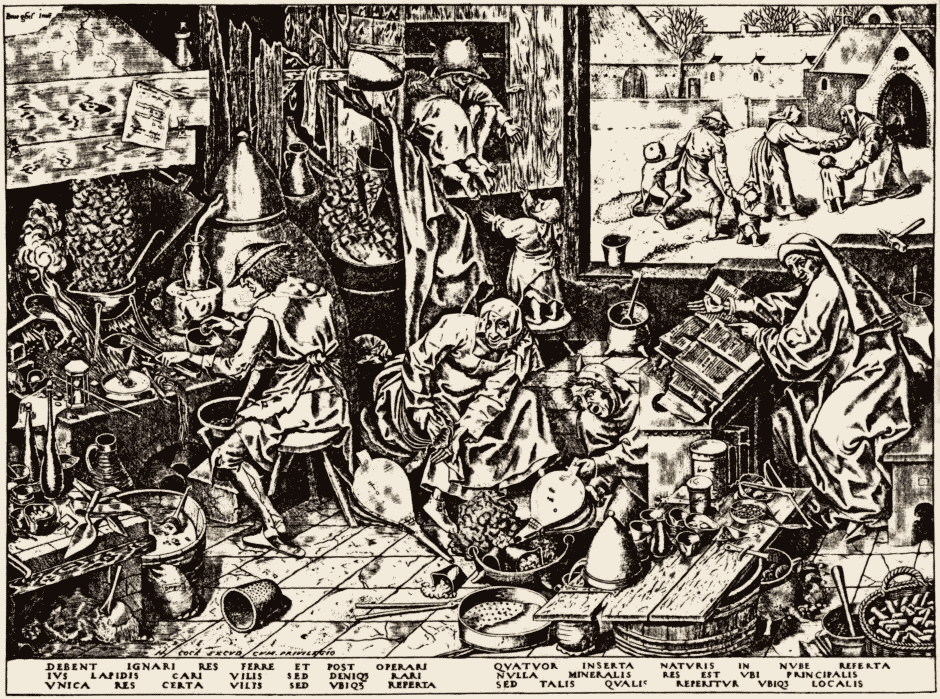
Alchimistul de Pieter Bruegel cel Bătrân
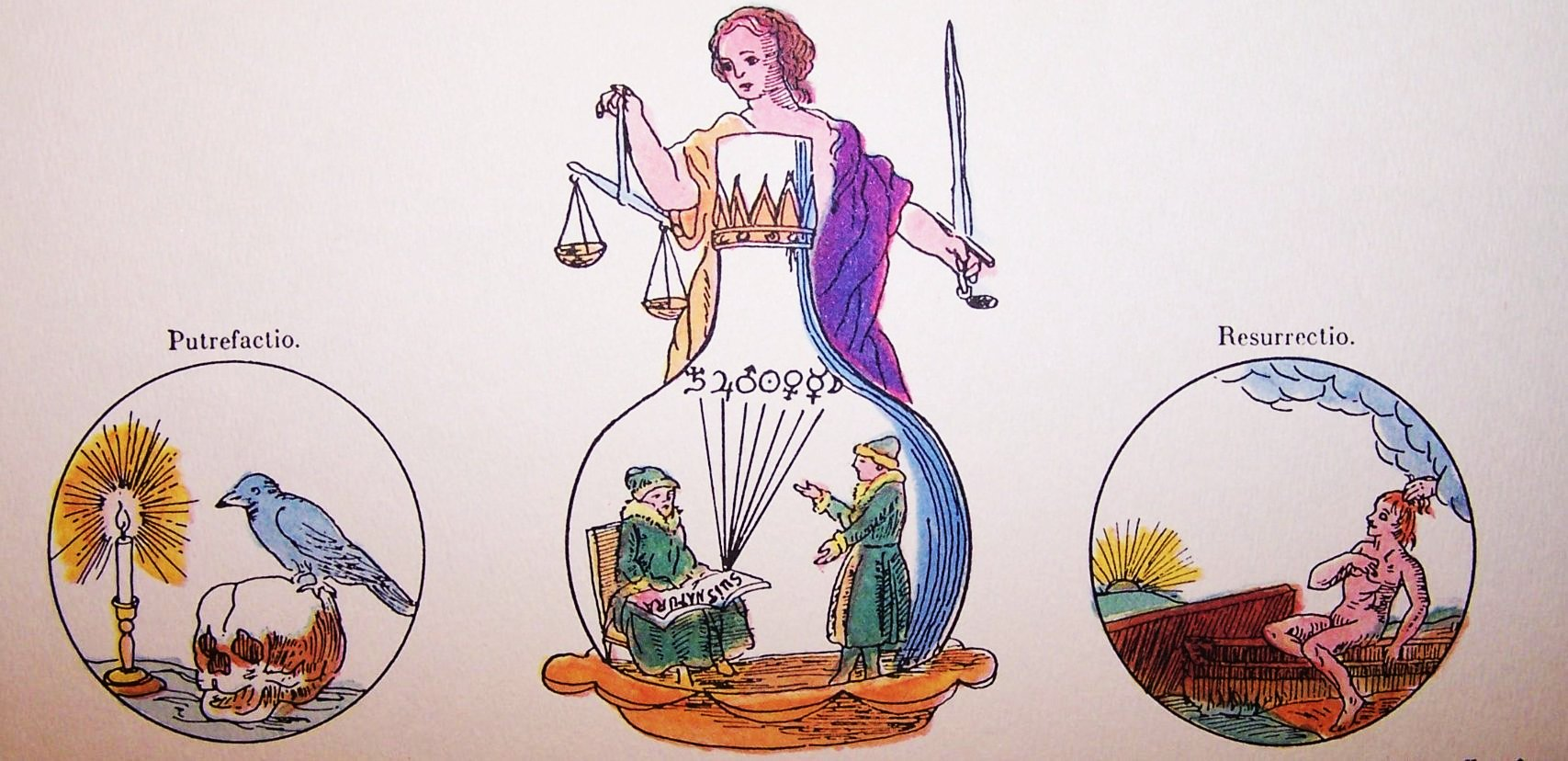
Reprezentare procese alchimice, publicată în Altona, 1785
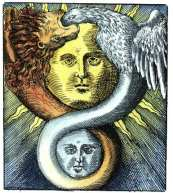
Simboluri mistice